# Ema da Provença
Ema da Provença (morta em 1062) era filha de Robaldo II da Provença e de Ermengarda. Herdou o título de marquesa da Provença de seu irmão Guilherme III e casou-se, em 992, com Guilherme III de Toulouse com quem teve três filhos:
- Pôncio (c. 995 - 1060), conde de Toulouse.
- Beltrão.
- Ildegarda Elisa, casada com Fulco Beltrão da Provença.
- Rangarda, casada com Pedro Raimundo de Carcassone.